# موسی مبرقع
ابواحمد موسی مبرقع (۲۱۴ ه. ق (حدود ۲۰۷ خورشیدی) مدینه-۲۹۶ ه. ق برابر ۲۸۷ خورشیدی قم) فرزند امام نهم شیعیان جوادالائمه و برادر تنی امام هادی بود.
وی در سن چهل سالگی از مدینه به قم مهاجرت کرد و تا پایان عمر در آنجا ساکن بود. وی جد سادات برقعی، شریفی، رضایی، ابن الرضایی، تقوی، رضاتوفیق، نقوی و رضوی، ریضوی است. نسب بسیاری از سادات هند و پاکستان به او می‌رسد. وی پس از علی النقی امام دهم شیعیان ،متولی موقوفات پدرش محمد التقی بود.
وی در دوران حیات در قم مورد تکریم بزرگان و مردم شهر بود و پس از درگذشت عباس بن عمرو غنوی حاکم قم بر پیکر وی نماز خواند. مزار وی که در محله چهل اختران قم واقع است، از آن هنگام تا کنون مورد احترام مومنین است.

## نام‌گذاری
وی به صورتش روبنده (برقع) می‌انداخته برای همین لقب «مبرقع» (روبنده‌پوش) را به او داده‌اند.
برخی گفته‌اند رخساره‌اش بسیار زیبا بوده‌است و برای این‌که در کوچه به او ننگرند روبنده می‌انداخته‌اند.
گروهی نیز گفته‌اند روی را می‌پوشانده تا در قم او را نشناسند، برای همین بزرگان عرب قم برایش نامه نوشتند که از قم برود.

## جانشینی امام جواد
پس از وفات امام جواد فرزندش هادی خردسال بود و بنابراین شیعیان به دو گروه تقسیم شدند و عده ای موسی را امام دانستند.

## آرامگاه
مقبره او در چهل‌اختران قم در کنار احمد بن محمد بن احمد بن موسی نتیجه‌اش است. مقبره او مورد توجه شیعیان جهان است و محمدتقی بهجت فومنی مکرراً به زیارت این امامزاده می‌رفت.

## منبع‌ها و پی‌نوشت
1. ↑  امین عاملی، سید محسن (۱۴۰۶ ه. ق). اعیان الشیعه. ج. ۱۰. بیروت: دارالتعارف. صص. ۱۹۴. تاریخ وارد شده در |تاریخ= را بررسی کنید (کمک)
2. ↑  قمی، شیخ عباط (۱۳۷۹). منتهی الآمال. چاپ دوم. مقدس. ص. ۱۲۳۵.
3. ↑  «زندگینامه احمد بن موسی». خبرگزاری مهر. ۲۹ تیر ۱۳۹۰. دریافت‌شده در ۸ دسامبر ۲۰۱۱.
4. ↑  کوکب چهل اختران تالیف سید علی موسوی نژاد سوق.
5. ↑  صلواتی، فضل‌الله (۱۳۸۴). تحلیلی از زندگانی و دوران امام محمد تقی (ع). اطلاعات. ص. ۴۵۱.
6. ↑  ناصرالشریعه، محمدحسین (۱۳۸۳). تاریخ قم. چاپ نخست. رهنمون. ص. ۲۰۱.
7. ↑  فرق الشیعه نوبختی ص۹۱.
8. ↑  «آیت‌الله بهجت به زیارت کدام امامزاده می‌رفت». فارس. بایگانی‌شده از اصلی در ۷ مارس ۲۰۱۳. دریافت‌شده در ۹ آوریل ۲۰۱۳.
9. ↑  امین عاملی، سید محسن (۱۴۰۶ ه. ق). اعیان الشیعه. ج. ۱۰. بیروت: دارالتعارف. ص. ۱۹۵. تاریخ وارد شده در |تاریخ= را بررسی کنید (کمک) به نقل از «شجرهٔ طیبه»

- مشارکت‌کنندگان ویکی‌پدیا. «Musa al Mubarraqa». در دانشنامهٔ ویکی‌پدیای انگلیسی، بازبینی‌شده در ۱۲/۸/۲۰۱۱.

دردانه امام جواد | ایکنا